# Zinkgruvan
Zinkgruvan – miejscowość (tätort) w Szwecji, w regionie administracyjnym (län) Örebro, w gminie Askersund.
Według danych Szwedzkiego Urzędu Statystycznego liczba ludności wyniosła: 316 (31 grudnia 2015), 324 (31 grudnia 2018) i 333 (31 grudnia 2019).